# Guerre austro-polonaise
Cinquième Coalition
Batailles
Campagne d'Allemagne et d'Autriche
- Sacile
- Teugen-Hausen
- Raszyn
- Abensberg
- Landshut
- Eckmühl
- Ratisbonne
- Neumarkt
- Radzymin (en)
- Caldiero
- Dalmatie
- Ebersberg
- Piave
- Malborghetto
- Linz (en)
- Essling
- Sankt Michael
- Stralsund
- Raab
- Gratz
- Wagram
- Korneuburg
- Stockerau
- Gefrees (en)
- Hollabrunn
- Schöngrabern (en)
- Znaïm
- Ölper

Batailles navales
- Martinique
- Sables-d'Olonne
- Île d'Aix
- Walcheren
- Lissa
- Pelagosa

Campagne de l'île Maurice
- Sainte-Rose
- Saint-Paul
- Île Bonaparte
- Grand Port
- Île de France
- Tamatave

Campagne d'Espagne
Rébellion du Tyrol
La guerre austro-polonaise se déroula dans le cadre de la guerre de la Cinquième Coalition en 1809, qui opposait l'empire d'Autriche et le Royaume-Uni à l'Empire français de Napoléon et à la Bavière, et mit aux prises les troupes polonaises du duché de Varsovie, allié de Napoléon et soutenu par le royaume de Saxe, à l'armée impériale autrichienne. Au mois de mai, la Russie rejoignit officiellement la lutte contre l'Autriche. Les Polonais tentèrent de résister à l'attaque autrichienne contre Varsovie à la bataille de Raszyn, avant d'abandonner la capitale pour se concentrer sur la reconquête de certaines villes stratégiques comme Cracovie ou Lwów qui faisaient partie du territoire de l'ancienne Pologne. Les Autrichiens furent finalement contraints d'évacuer Varsovie et se lancèrent sans grand succès à la poursuite de l'armée polonaise. Les hostilités prirent fin avec la signature du traité de Schönbrunn le 14 octobre 1809.

## Contexte
Après la défaite de la Prusse à Iéna et Auerstaedt en octobre 1806, la Grande Armée de Napoléon pénétra en territoire polonais et fit son entrée à Varsovie le 28 novembre, sous les vivats de la population. À cette époque, la Pologne n'existait pas sous une forme indépendante mais vivait sous domination étrangère depuis que la Russie, l'Autriche et la Prusse s'étaient partagé le pays sur les ruines de la république des Deux Nations, dans la deuxième moitié du XVIIIe siècle. À partir des années 1790, de nombreux Polonais émigrèrent en France et combattirent dans les rangs des troupes révolutionnaires, puis impériales, avec l'espoir d'assister à la renaissance de leur patrie. Lorsque Napoléon fut confronté directement à la question polonaise, ces partisans plaidèrent en faveur de la libération du territoire national et de la restauration de l'ancienne république des Deux Nations en organisant une vaste insurrection populaire à travers le pays. Napoléon, qui ne souhaitait pas s'aliéner définitivement la Prusse et la Russie, ne se prononça pas clairement sur ses intentions jusqu'à la fin de la campagne, qui se solda par la victoire française de Friedland le 14 juin 1807. Des pourparlers s'engagèrent alors entre l'empereur des Français et le tsar Alexandre Ier et débouchèrent sur la ratification des traités de Tilsit au début du mois de juillet. À cette occasion, Napoléon voulut récompenser de façon tangible le dévouement des soldats polonais au service de son empire. Ces accords, en plus de mettre fin à la guerre, voyaient en effet la création du duché de Varsovie, un petit État formé à partir des territoires confisqués à la Prusse à l'issue du conflit et qui appartenaient anciennement aux Polonais.
La paix fut néanmoins de courte durée : en 1808, les Français, sous prétexte d'envoyer des renforts au général Junot au Portugal, envahirent l'Espagne, mais une insurrection éclata le 2 mai à Madrid et se propagea rapidement dans tout le pays. Un corps d'armée français sous les ordres du général Dupont, cerné par des forces supérieures, capitula à Bailén le 22 juillet. Ce désastre fit l'effet d'un coup de tonnerre en Europe. L'Autriche, en particulier, fut agitée par un fort sentiment anti-napoléonien et le chancelier Stadion se montra partisan d'une confrontation avec la France afin d'effacer l'humiliation des défaites antérieures. Pour désamorcer les germes du conflit qui se préparait, Napoléon rencontra Alexandre Ier à Erfurt du 27 septembre au 14 octobre afin d'obtenir le soutien de la Russie vis-à-vis de l'Autriche et la garantie que le tsar ferait tout pour s'opposer à une intervention de celle-ci pendant que lui-même serait occupé à redresser la situation en Espagne. Toutefois, Alexandre, conseillé en secret par Talleyrand, se contenta de vagues promesses et fit savoir aux Autrichiens qu'il ne s'opposerait pas à un déclenchement des hostilités de leur part. Par conséquent, alors que Napoléon faisait campagne dans la péninsule Ibérique, ces derniers poursuivirent leur préparatifs et ces derniers étaient déjà bien avancés lorsque Napoléon reçut à Astorga une dépêche qui l'informait de l'entrée en guerre imminente de l'Autriche. En peu de jours, l'Empereur fut de retour à Paris. 
Le gouvernement autrichien, rassuré par l'attitude d'Alexandre, avait en effet rassemblé une armée de plus de 300 000 hommes qui allait devoir opérer dans trois secteurs : en Bavière, en Italie et en Pologne. Sur ce dernier front jugé secondaire, le commandement autrichien avait massé un corps d'armée fort d'environ 30 000 hommes dont le but était de prendre Varsovie en écrasant toute résistance polonaise et de rejoindre ensuite le gros de l'armée en Allemagne. Vienne entreprit également des démarches avec la Prusse pour convaincre cette dernière de participer à l'opération en échange de gains territoriaux sur les zones conquises et proposa de céder une autre partie de la Pologne à la Russie afin de s'assurer de la neutralité de cette dernière. De son côté, Napoléon ne croyait pas à la possibilité d'une offensive autrichienne en Pologne en raison de la proximité de son allié russe. Dans son esprit, l'armée polonaise devait donc simplement effectuer une diversion en Galicie afin de fixer un maximum de troupes autrichiennes à cet endroit et ainsi faciliter la tâche de la Grande Armée en Allemagne. Le commandant en chef des forces polonaises, le prince Józef Antoni Poniatowski, souhaitait toutefois adopter une attitude plus offensive en portant directement la guerre sur le territoire autrichien, d'une part pour préserver le duché des conséquences d'une invasion et d'autre part pour obtenir le ralliement des Galiciens dans l'optique d'un rattachement futur de cette région au duché.

## Forces en présence

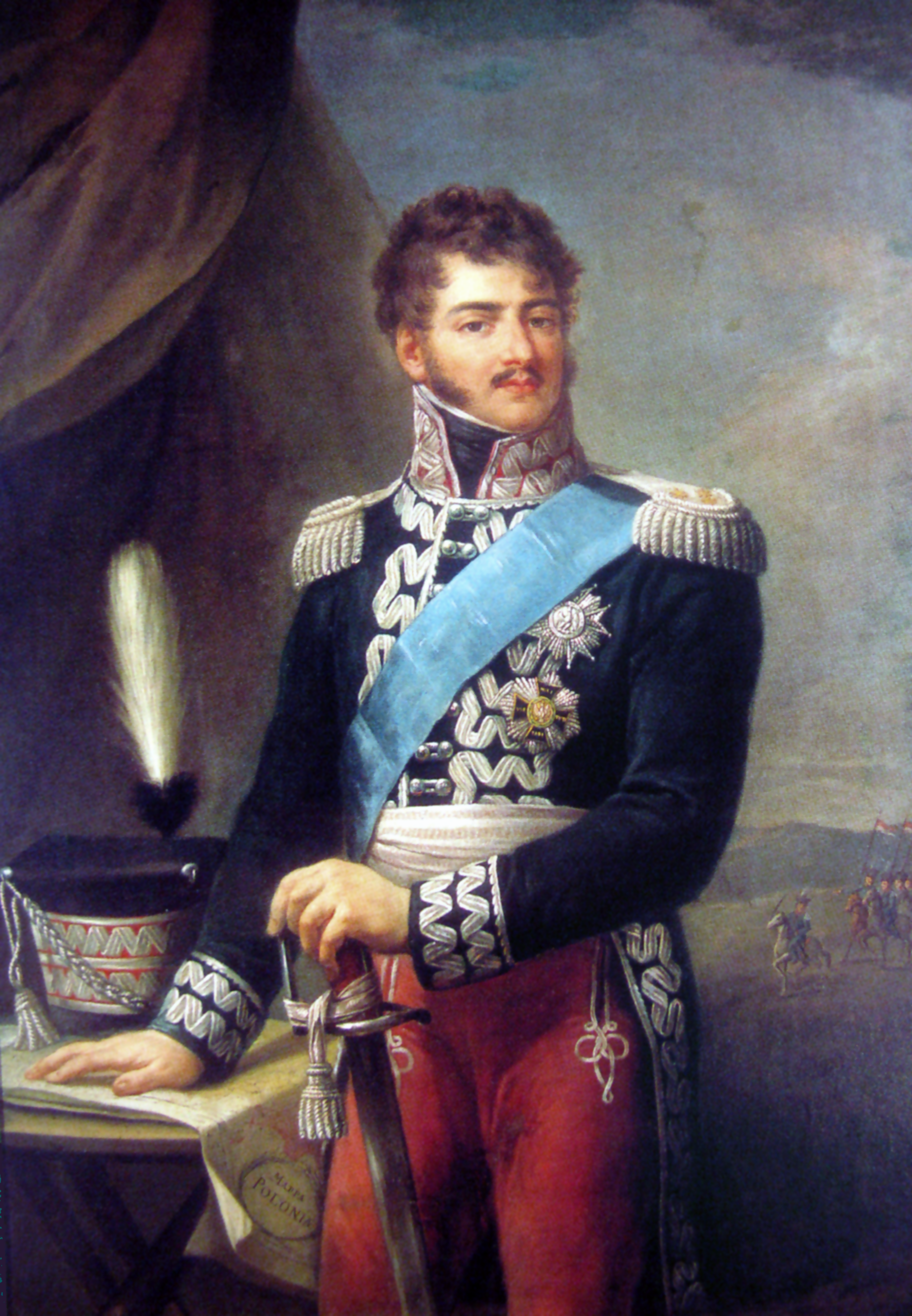
Le prince Józef Antoni Poniatowski, commandant en chef de l'armée polonaise. Huile sur toile de Franciszek Paderewski, château royal de Varsovie.

Les forces militaires du duché de Varsovie avaient été affaiblies en 1808 après l'envoi de contingents en Espagne, à Dantzig et en Prusse, ne laissant sur place que la seule armée polonaise du duché. Cette dernière n'avait été formée que depuis peu et était composée pour l'essentiel de conscrits et de soldats inexpérimentés. L'encadrement, en revanche, était excellent avec la présence de généraux aguerris comme Józef Zajączek ou Jean-Henri Dombrowski qui combattaient dans les rangs de l'armée française depuis les guerres de la Révolution. Le commandant en chef de l'armée était le prince Józef Antoni Poniatowski, ministre de la Guerre du duché, un militaire compétent et courageux. À l'ouverture des hostilités, les forces polonaises disponibles totalisaient 14 200 hommes et 41 canons. Elles étaient en outre renforcées d'un contingent saxon mais celui-ci retourna très vite dans son royaume au commencement de la campagne. 
En face, l'armée autrichienne d'invasion, placée sous le commandement du jeune archiduc Ferdinand Charles Joseph d'Autriche-Este, était plus nombreuse et globalement plus instruite et expérimentée que son homologue polonaise, mais beaucoup de soldats étaient peu enclins à combattre pour les Habsbourg et la désertion fut un problème récurrent tout au long de la campagne. Les troupes impériales manquaient par ailleurs du matériel nécessaire à la construction de ponts, ce qui se révéla être un handicap de taille dans les opérations à venir. L'archiduc Ferdinand n'était cependant pas inquiet outre mesure car il comptait beaucoup sur le soutien de la Prusse afin d'en terminer au plus vite avec les Polonais et marcher ensuite au secours de son frère sur le Danube. L'armée autrichienne comptait au début du conflit 29 800 hommes et 76 canons, soit environ le double de son adversaire.

## Déroulement du conflit

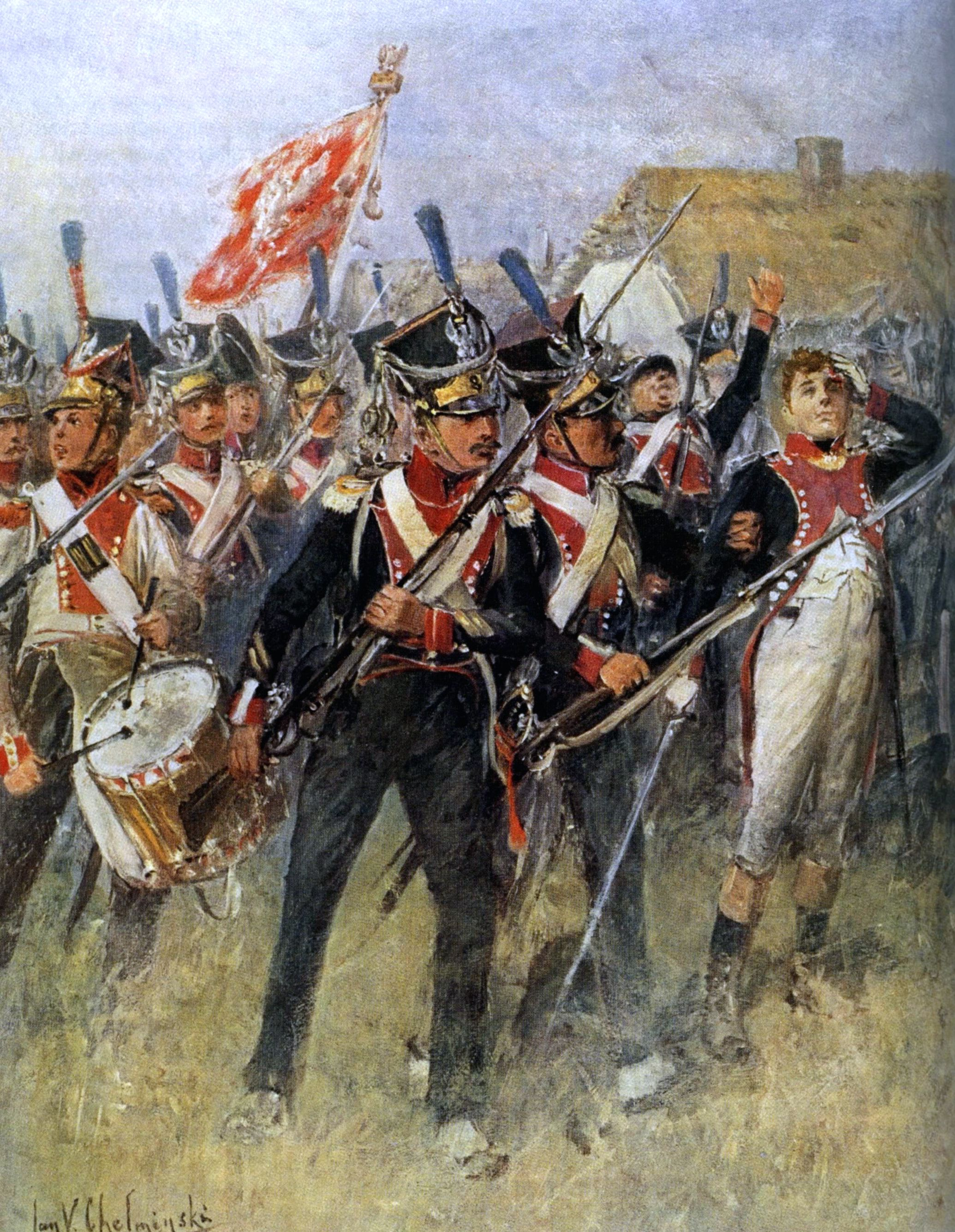
Le 8e régiment d'infanterie du duché à la bataille de Raszyn, le 19 avril 1809. Tableau de Jan Chełmiński.

Avec le déclenchement des opérations, l'armée de l'archiduc Ferdinand pénétra sur le territoire du duché le 14 avril 1809, avec l'objectif de s'emparer le plus rapidement possible de Varsovie, la capitale du duché. Au cours de la bataille de Raszyn le 19 avril, les 12 000 hommes de Poniatowski livrèrent un combat inégal contre les 30 000 Autrichiens de Ferdinand. Les Polonais furent contraints de battre en retraite, permettant aux Autrichiens d'occuper Varsovie quatre jours plus tard. Poniatowski, estimant que la ville était beaucoup trop difficile à défendre, avait en effet jugé préférable de continuer sa retraite dans l'intention de livrer bataille aux Autrichiens plus tard et à un autre endroit, et il se replia avec son armée sur la rive droite de la Vistule,. De fait, les Autrichiens purent s'emparer de Varsovie sans grande résistance, mais il s'agissait d'une victoire à la Pyrrhus dans la mesure où le commandement autrichien avait dû détacher dans cette région une partie importante de ses forces au détriment des autres secteurs. L'archiduc Ferdinand accentua cette dispersion en divisant son armée : laissant une garnison de 10 000 hommes à Varsovie, il détacha un corps de 6 000 soldats sur la rive droite de la Vistule et envoya le reste sur Toruń ainsi que sur d'autres localités importantes situées sur la rive gauche. 
La situation se retourna alors brutalement au détriment des Autrichiens. Les troupes polonaises défirent une partie de l'armée impériale dans divers combats à Radzymin, Grochów et Ostrówek, forçant cette dernière à battre en retraite à l'ouest du fleuve. Une première attaque d'envergure dirigée contre les ponts du faubourg varsovien de Praga, exécutée par une colonne autrichienne de 6 000 hommes qui avait traversé le fleuve un peu plus tôt, fut repoussée par 1 000 soldats polonais retranchés. Peu de temps après, les troupes autrichiennes qui assiégeaient Praga furent attaquées et battues une première fois par le général Michel Sokolnicki à Grochów le 26 avril, puis une deuxième fois les 2 et 3 mai à la bataille de Góra Kalwaria alors que les Autrichiens tentaient de se lancer à la poursuite de Sokolnicki. Dans ce dernier affrontement, les Polonais détruisirent également le pont partiellement érigé par les Autrichiens ainsi que tout leur matériel. L'initiative des opérations sur la rive droite avait désormais basculé dans le camp polonais.

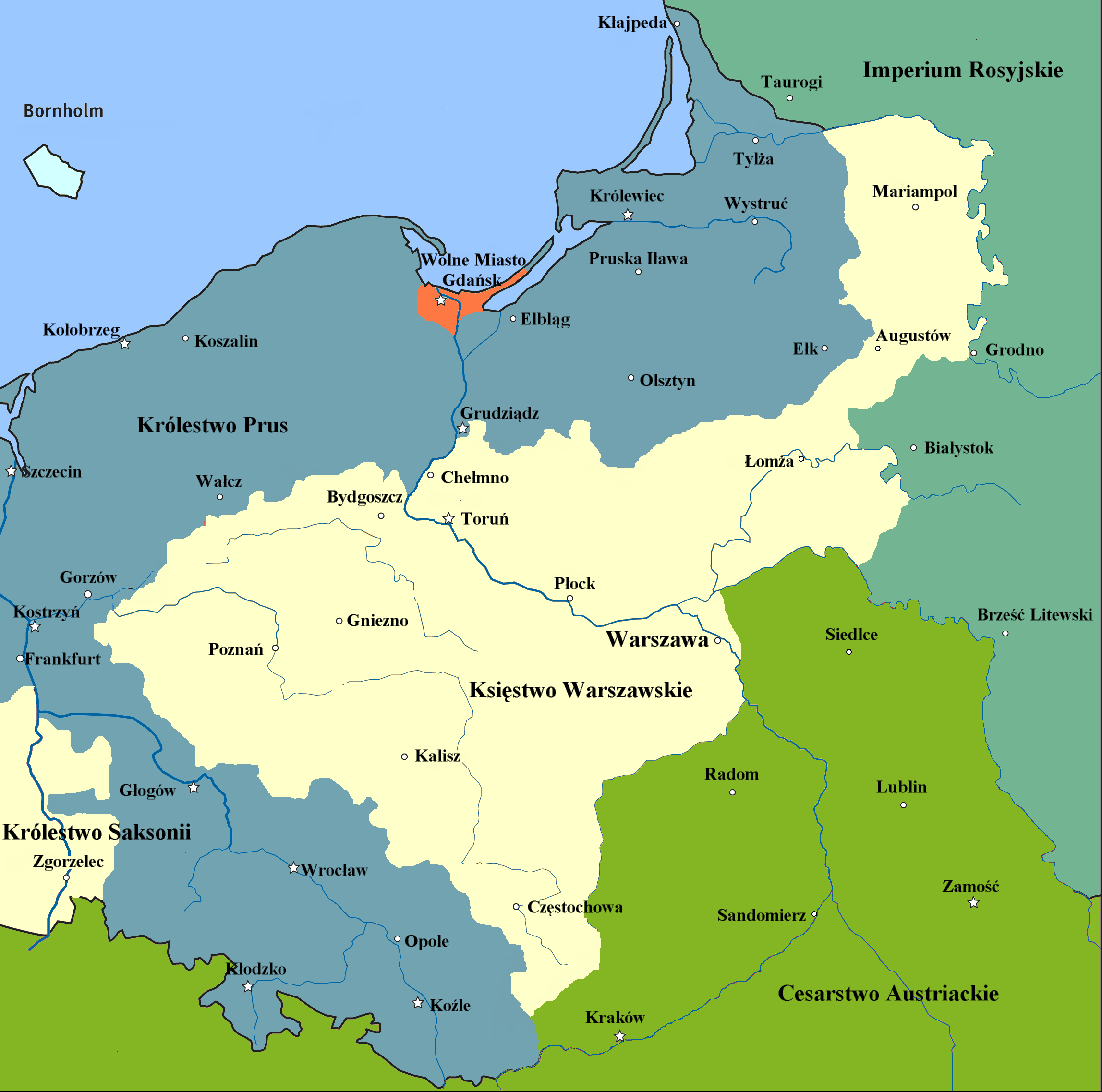
Le duché de Varsovie entre 1807 et 1809.

Dans les semaines qui suivirent, la Grande-Pologne fut investie par le corps du général Jean-Henri Dombrowski. Laissant une petite force à la garde des ponts sur la Vistule, Poniatowski fit ensuite mouvement au sud avec le reste de son armée et pénétra en Galicie autrichienne, alors qu'au même moment les Autrichiens progressaient dans la direction opposée au nord-ouest et menaçaient Toruń. L'archiduc Ferdinand fit quelques autres tentatives pour établir une tête de pont sur l'autre rive de la Vistule mais ces manœuvres furent systématiquement contrées par les Polonais. Les troupes polonaises empêchèrent les Autrichiens de traverser le fleuve et, tout en restant à proximité de la Vistule pour garder le contrôle de la situation, envahirent les territoires autrichiens faiblement défendus dans le sud et réoccupèrent une partie des territoires confisqués lors des précédents partages de la Pologne. L'armée polonaise s'empara successivement de Lublin le 9 mai, Sandomierz le 18 mai, Zamość le 20 mai et Lwów le 26 mai. Les régiments de Poniatowski furent accueillis en libérateurs par la population et de nombreux soldats d'origine polonaise servant dans les rangs autrichiens désertèrent pour se joindre à leurs compatriotes. Une structure militaire et administrative polonaise se créa rapidement dans les territoires conquis pendant que les généraux Dombrowski et Józef Zajączek s'efforçaient de contenir les Autrichiens sur la rive ouest de la Vistule.

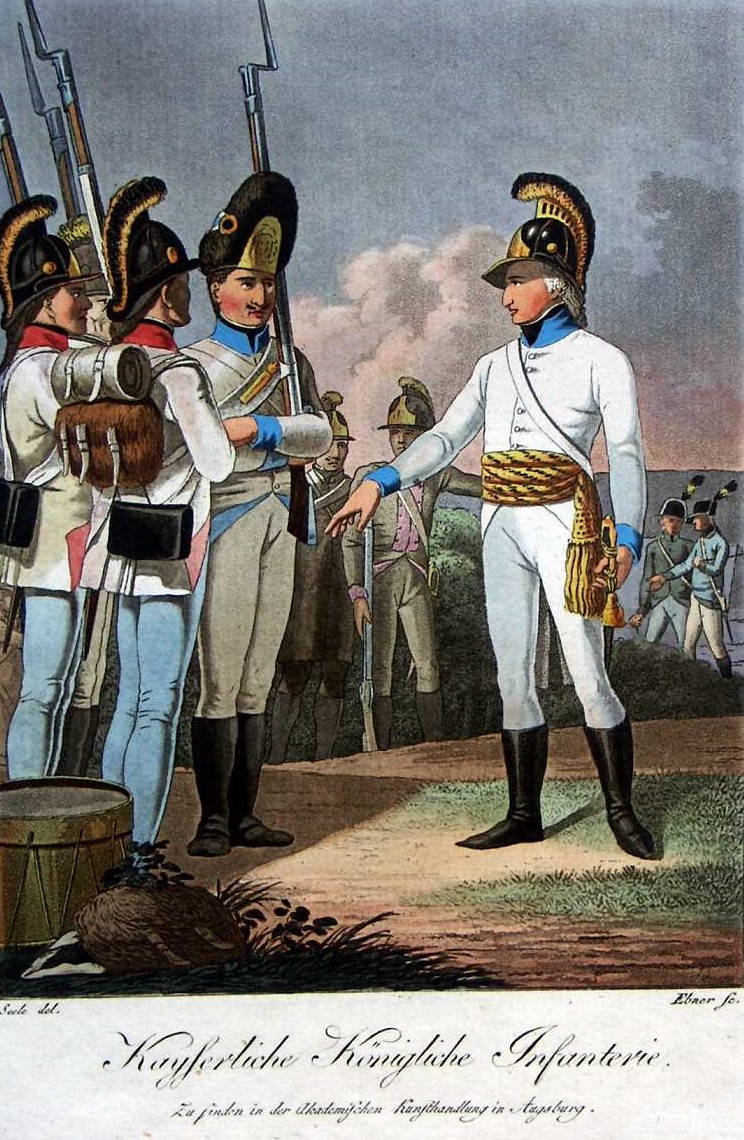
Infanterie autrichienne sous le Premier Empire.

À la suite de la campagne de Poniatowski en Galice, l'archiduc Ferdinand fut contraint d'abandonner Varsovie dans la nuit du 2 au 3 juin 1809 et se dirigea alors au sud sur les traces de son adversaire en remontant le cours de la Vistule, du côté gauche du fleuve. L'objectif était d'accrocher l'armée polonaise en Galicie et de se joindre à la principale armée autrichienne qui combattait plus à l'ouest. Les troupes autrichiennes marchèrent dans un premier temps sur la ville de Sandomierz qui était défendue par une garnison polonaise de 5 000 soldats sous les ordres du général Sokolnicki. Le siège débuta le 7 juin 1809 et fut le théâtre de combats acharnés.
Dans le même temps, des forces russes se mirent en marche vers la Galicie afin d'anticiper un renforcement excessif des Polonais et aussi d'occuper un certain nombre de territoires autrichiens sans intention de les restituer après la guerre. L'armée russe respectait ainsi officiellement une clause du traité de Tilsit qui stipulait que la Russie devait faire bloc avec la France en cas d'agression de cette dernière par l'Autriche ; toutefois, dans la pratique, les troupes russes et autrichiennes se considéraient toujours alliées de facto. Le commandant en chef russe, le général Sergueï Galitzine, reçut en conséquence pour instructions d'aider le moins possible les Polonais,. 
Les Autrichiens infligèrent une défaite au général Zajączek à la bataille de Jedlińsk le 11 juin et reprirent Sandomierz le 18 juin puis Lwów, sans toutefois parvenir à accrocher Poniatowski qui s'empara à son tour de Kielce et de Cracovie le 15 juillet. Le corps de Zajączek fit sa jonction avec Poniatowski le 19 juin et avec ceux de Dombrowski et de Sokolnicki les 3 et 4 juillet. Les opérations prirent finalement fin avec la bataille de Wagram, les 5 et 6 juillet 1809, qui vit la défaite des Autrichiens face à Napoléon en personne,.

## Conséquences
Poniatowski devint un héros national en Pologne à l'issue de cette campagne et il reçut un sabre d'honneur de la part de Napoléon en récompense de ses victoires. 
En vertu du traité de Schönbrunn, signé le 14 octobre 1809 entre l'Autriche et la France, l'Autriche perdit environ 52 000 km² de territoires et 1 700 000 habitants. La Galicie occidentale et la ville de Cracovie furent rattachées au duché de Varsovie. Ce renforcement de la Pologne inquiéta fortement les élites russes qui craignaient d'assister à la renaissance de la Rzeczpospolita.